# Jeremy Hotz
Jeremy Hotz (nascido em 31 de maio de 1963) é um ator e comediante canadense. Ele apareceu no Comedy Central Presents, no festival de comédia Just For Laughs, no Late Show com David Letterman e no The Tonight Show com Jay Leno. Ele também trabalhou como roteirista do The Jon Stewart Show, da Paramount, e já apareceu em vários filmes americanos e canadenses, incluindo: My Favorite Marciano, Speed 2: Cruise Control e Married Life.

## Atual
Hotz terminou de filmar o piloto "Minha vida e um filme" para a Muse Entertainment e a Adjacent 2 Productions e está desenvolvendo outra série de comédia projetada para o lançamento na rede canadense. No momento, este projeto não tem título. Atualmente, ele reside em Tarzana, Califórnia. Ele tem dupla cidadania canadense e americana.

## Estilo cômico
Hotz atrai o público com seus "modos confusos, mas muito perspicazes" e, com frequência, estilo cômico de improviso. Ele se apresenta como alguém que é desafiado pelas experiências cotidianas, mas capaz de tirar o humor de simples contratempos. Ele costuma começar uma peça de comédia com uma declaração de quão miserável ou perturbador é um lugar ou coisa: "Mudei-me para LA, que lugar miserável é esse...". Hotz também usa os membros do público ou a cidade como tema e geralmente os associa a piadas improvisadas.

## Prêmios
Hotz ganhou o Gemini Award por seu papel na série de televisão The Newsroom em 1997. Ele também foi indicado para atuar em Married Life. No início de sua carreira, Jeremy Hotz escreveu e estrelou sua própria comédia especial no Canadá na CBC Comics! série, intitulada "O que aconteceu com Jeremy Hotz?" Ele foi indicado para um Gêmeos em "Melhor Roteiro em Comédia ou Programa de Variedades ou Séries" para este projeto. Mais recentemente, Hotz foi indicado ao quarto Gemini (Melhor Performance Individual de um Programa ou Série de Comédia) e ao Prêmio de Comédia Canadense "Melhor Performance Gravada ao Vivo" de 2006, por sua performance de comédia Just for Laughs no ano passado. Ele ganhou recentemente "Melhor Artista Internacional" no Sydney Comedy Festival.

## CDs
- Pássaro Perdido (2010)

## DVDs
- Que DVD miserável é este (2010)